# Telèfon sense fil

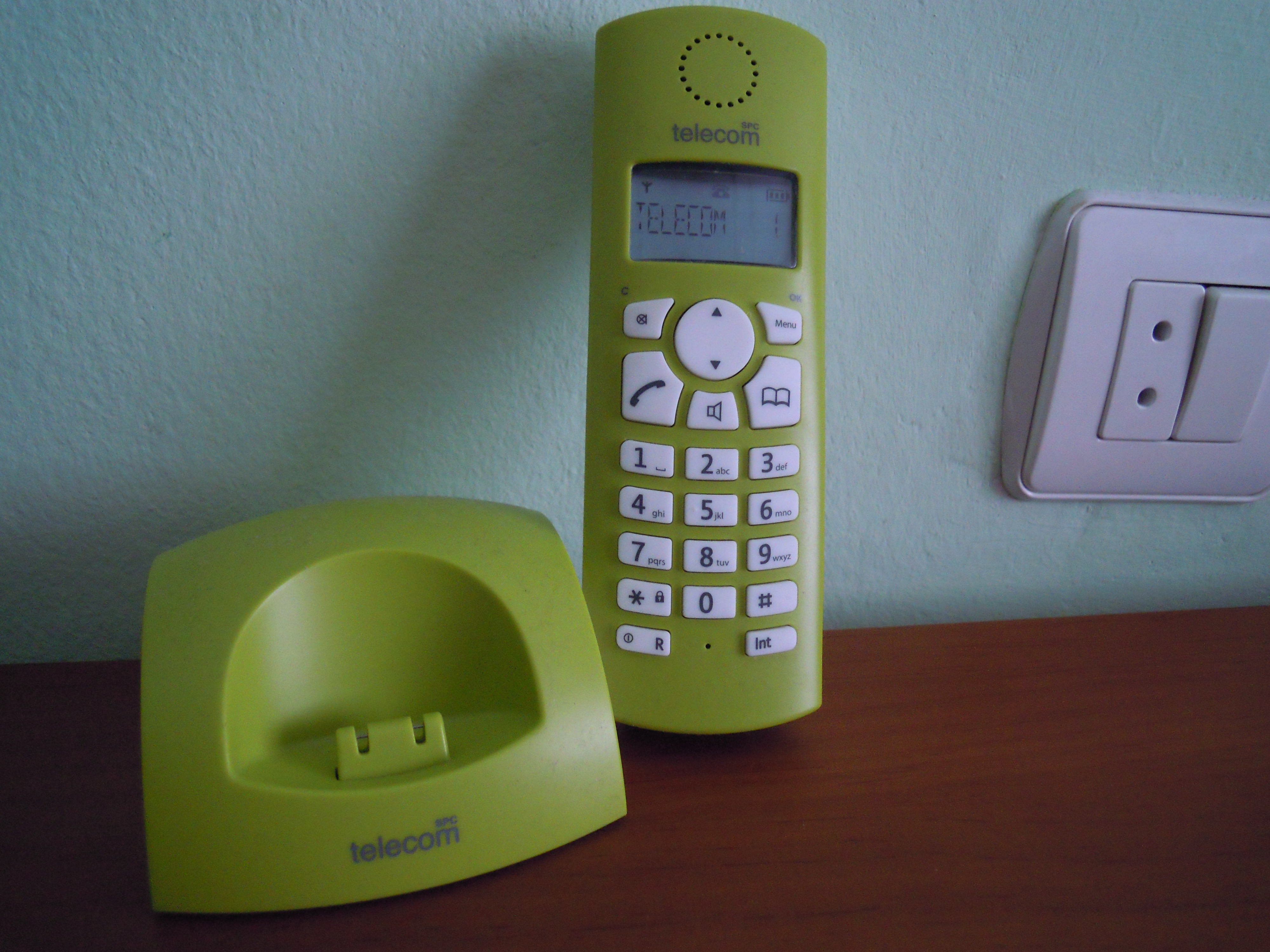
Telèfon sense fil

Un  telèfon sense fil  és bàsicament un aparell de ràdio que es connecta sense cables a una base, que al seu torn està connectada a la xarxa telefònica local (fixa). Generalment tenen un rang de 100 metres o menys des de la seva estació base i funcionen en les freqüències de 900 MHz (a Amèrica Llatina i Europa), en les freqüències de 2,4 GHz, 5, 8 GHz i actualment 1,9 GHz amb la tecnologia DECT.
La base del telèfon necessita estar connectada tant a una línia fixa com connectada a una presa de corrent elèctric, el telèfon funciona mitjançant bateries recarregables que normalment es carreguen al deixar-lo a la seva base quan no s'usa.
A més a més el Telèfon sense fil també es pot connectar a una Central Telefònica que no utilitzi línia fixa de telèfon exterior. La central fa funcionar diversos telèfons sense fil entre si.

## Història
El primer model de telèfon sense fil va ser patentat pel sacerdot brasiler Roberto Landell de Moura el 1901; aquest havia demostrat públicament aquest sistema el 3 de juny de 1900.
Els telèfons sense fil tal com els coneixem ara van començar a comercialitzar-se a principis de la dècada dels quaranta. Van sorgir com una resposta a la necessitat de moure lliurement en fer una trucada telefònica (ja sigui per aconseguir documents, portar objectes, trucar a una altra persona), i després van pensar en telèfons marca sony però amb l'auricular a la mà. En un inici els telèfons sense fil, fàcilment confosos amb els primers telèfons mòbils, eren de grans dimensions i en general s'adquirien en poca quantitat.

## Freqüències

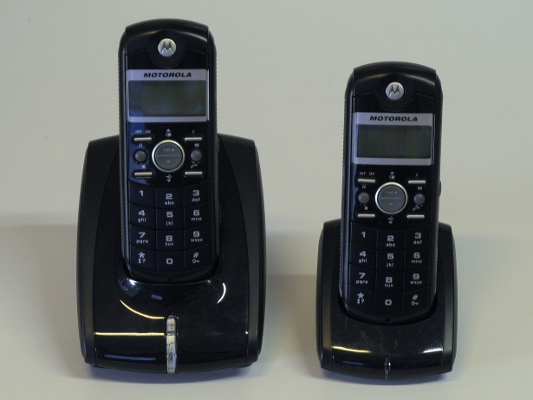
Dos telèfons sense fil DECT

En els Estats Units, s'usen 7 freqüències assignades per la Comissió Federal de Comunicacions (FCC), aquestes són:
- 1,7 MHz (fins a 6 canals, Sistema AM)[6]
- 27 MHz (assignada el 1980, fins a 10 canals, Sistema FM)
- 43-50 MHz (assignada el 1986, fins a 25 canals, Sistema FM)
- 900 MHz (902-928 MHz) (assignada el 1990)
- 1,9 GHz (1920-1930 MHz) (desenvolupada el 1993 i assignada als Estats Units l'octubre de 2005)
- 2,4 GHz (assignada el 1998)
- 5,8 GHz (assignada el 2003)

Actualment tots els telèfons venuts en els Estats Units fan servir les bandes de 900 MHz, 2,4 GHz i 5,8 GHz. A Europa la majoria de proveïdors utilitzen les bandes de 900 MHz i 1800 MHz La GSM-900 és la més àmpliament usada. Pocs operadors fan servir la DCS-1800 o la GSM-1800. Es necessita un telèfon de banda dual 900/1800 per a ser compatible amb gairebé tots els operadors. Almenys s'ha de suportar la banda GSM-900 per ser compatible amb molts operadors.